# Peschetius ultimus
Peschetius ultimus är en skalbaggsart som beskrevs av Olof Biström och Nilsson 2003. Peschetius ultimus ingår i släktet Peschetius och familjen dykare. Inga underarter finns listade i Catalogue of Life.